# Blue Goal

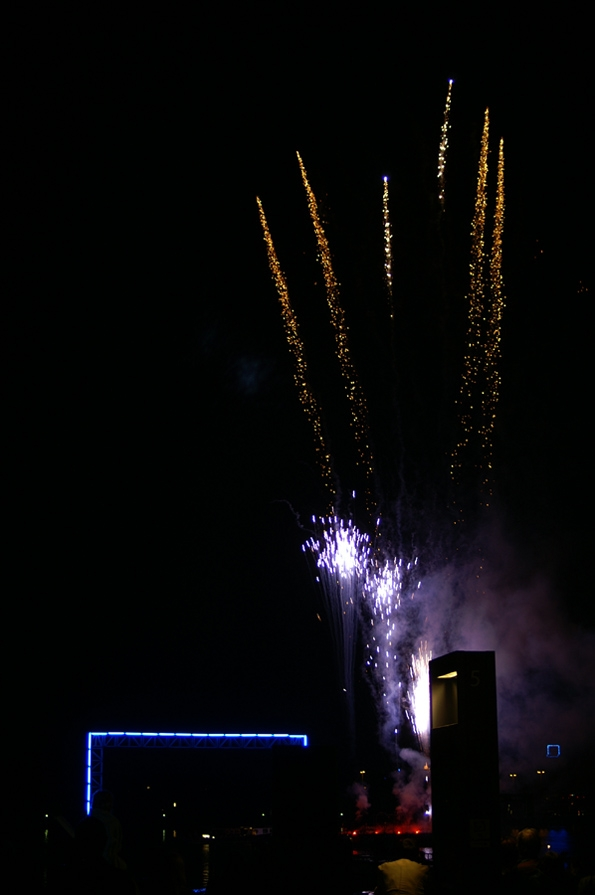
Bye bye Blue Goals – Feuerwerk zu ihrer Verabschiedung

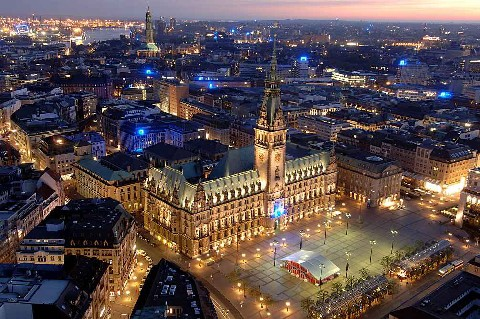
Blue Goals verteilt über die Stadt und am Hamburger Rathaus

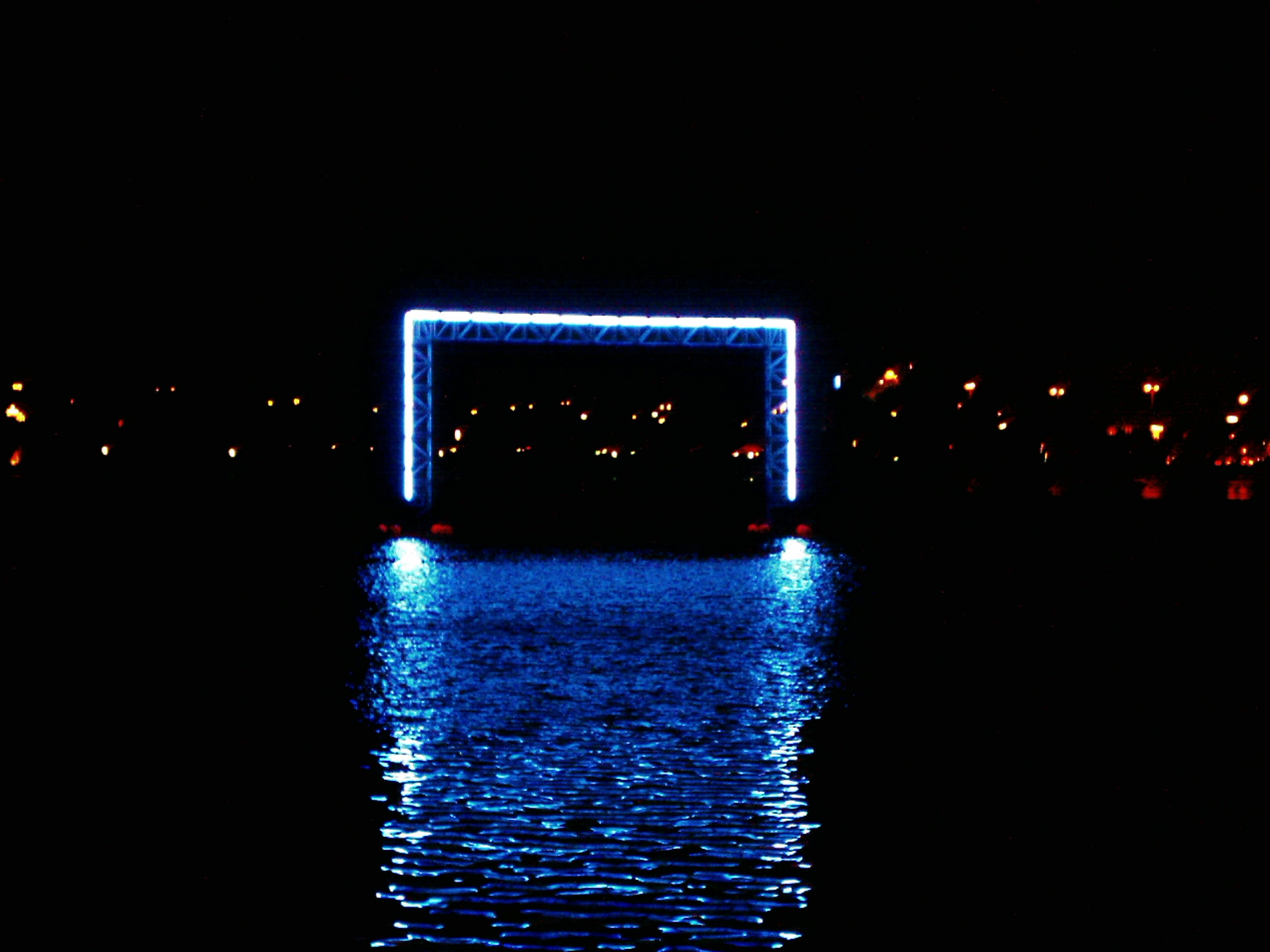
Blue Goal in der Binnenalster

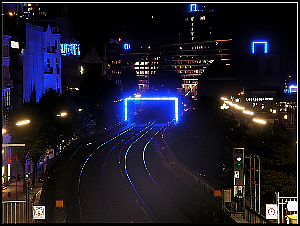
Blue Goal über die U-Bahngleise (Landungsbrücken)

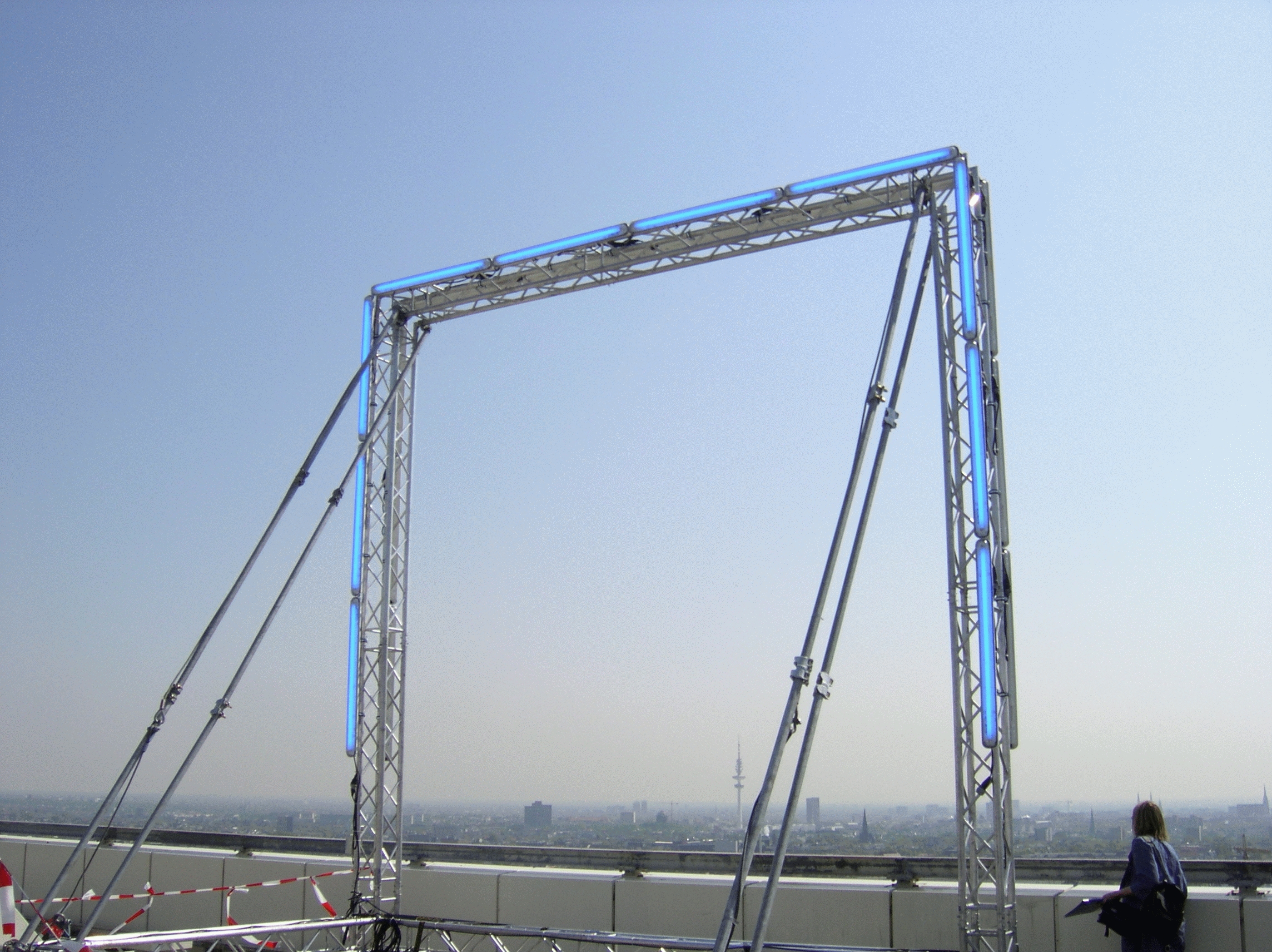
Das höchste Blue Goal auf dem Dach der Euler Hermes Kreditversicherungs AG

Die Blue Goals (englisch für Blaue Tore) waren eine Reihe von Lichtinstallationen, die in Hamburg auf die Fußball-Weltmeisterschaft 2006 einstimmen sollten. Verantwortlich für dieses Lichtkunst-Projekt war der Theatermacher und Lichtkünstler Michael Batz. Gemeinsam mit Andreas Mattner, dem Geschäftsführer der ECE Projektmanagement, entwickelte er für die Stadt Hamburg dieses Projekt, welches im Sommer 2006 einen besonderen Blickfang im Rahmen der Fußball-Weltmeisterschaft darstellte.
Bis zum Start der Fußball-Weltmeisterschaft verbreiteten 165 dieser Blue Goals nachts in allen Teilen Hamburgs ein blaues Licht. Viele Hamburger Unternehmen hatten ein solches Blue Goal erworben. Am 20. Juni 2005 wurde das erste Blue Goal auf dem Gebäude der ECE Projektmanagement aufgestellt. Danach sind etliche weitere Tore hinzugekommen, beispielsweise auf den Dächern des Verlagshauses Gruner + Jahr, des Axel-Springer-Gebäudes, der Hamburg-Mannheimer Versicherung oder dem Konzernsitz von Philips. Weitere Blue Goals befanden sich unter anderem auf dem Flughafen Hamburg, der Zentrumsmoschee an der Böckmannstraße, der Handelskammer Hamburg, dem Bacardi Tower, dem Fertigungsgelände des Airbus A380 und dem Hotel Atlantic. Mit dem 111. Tor wurde am 11. Mai 2006 das bis dahin mit 120 Metern über dem Meeresspiegel höchstgelegene Blue Goal Hamburgs auf dem Hauptverwaltungsgebäude der Euler Hermes Kreditversicherung feierlich eingeweiht. Ein besonderes Blue Goal, das bis dahin 165., wurde am 8. Juni in Betrieb genommen. Es überspannte die Gleise der Hamburger Hochbahn an den St. Pauli-Landungsbrücken, so dass die Züge der Linie „U3“ dieses Tor durchfuhren.
Die Blue Goals bestanden aus Aluminiumtraversen, die fest auf dem Untergrund verankert oder verschraubt wurden. Die Illumination erfolgte durch blaue Leuchtstoffröhren. Die Tore konnten je nach Standort unterschiedliche Maße haben, so waren Blue Goals mit einer Höhe von bis zu 15 Metern möglich. Das normale Tor war 5,00 Meter hoch und 6,50 Meter breit, während das größte am Trockendock bei Blohm + Voss 50,00 Meter hoch und 80,00 Meter breit war. Die durchschnittlichen Kosten für ein Blue Goal lagen zwischen 4000 und 6000 Euro. Es wurden auch „Mini Blue Goals“ in den Maßen 18 mal 30 Zentimeter für 149 Euro verkauft.
Während der gesamten Zeit der Fußball-Weltmeisterschaft wurden täglich um 23:00 Uhr für rund eine Stunde von verschiedenen städtebaulichen Wahrzeichen per Laserstrahlen Schüsse auf die Tore symbolisiert.
Dreh- und Angelpunkt der geplanten acht Laserstandorte waren dabei die Mundsburg-Türme, die bedingt durch ihre Lage im geografischen Mittelpunkt Hamburgs nahezu alle Blue Goals erreichen konnten. Trotz widersprüchlicher Angaben konnte die Installation auf dem Dach des Apartment-Towers unter Federführung des Eigentümers Stephan Philipps zu einem erfolgreichen Abschluss gebracht werden. Die Installation eines eigenen Blue Goals auf der Mundsburg war zuletzt auf Grund statischer Ungeklärtheit sowie polizeilicher Auflagen nicht möglich gewesen.
Am 30. September 2006 wurden die Blue Goals mit Ansprachen u. a. vom Lichtkünstler Michael Batz, Musik der Bunten Hunde und einem kleinen Feuerwerk über der Binnenalster verabschiedet und die Blue-Goals-Aktion beendet. Um 19:45 Uhr erloschen mit der letzten Feuerwerksrakete auch die Blue Goals.